# روبرت سكوت (مجدف)
روبرت سكوت (بالإنجليزية: Robert Scott)‏ هو مجدف أسترالي، ولد في 5 أغسطس 1969 في برث في أستراليا.

## وصلات خارجية
- روبرت سكوت على موقع الاتحاد الدولي للتجديف (الإنجليزية)
- روبرت سكوت على موقع الاتحاد الدولي للتجديف (الإنجليزية)
- روبرت سكوت على موقع اللجنة الأولمبية الدولية (الإنجليزية)
- روبرت سكوت على موقع أوليمبيديا (الإنجليزية)